# آلمائو (بازیکن فوتبال، زاده ۱۹۸۹)
آلمائو (پرتغالی: Alemão؛ زادهٔ ۲ مارس ۱۹۸۹) بازیکن فوتبال در پست مهاجم اهل برزیل است.

## باشگاهی
از باشگاه‌هایی که در آن بازی کرده‌است می‌توان به باشگاه فوتبال سانتوس، باشگاه فوتبال اودینزه، باشگاه فوتبال ویچنزا، باشگاه ورزشی ویتوریا، باشگاه فوتبال شاپه‌کوئنزه، باشگاه فوتبال فیگورنسه و باشگاه فوتبال کروز آزول اشاره کرد.